# Carlo Borghi
Carlo Borghi (Castiglione della Pescaia, 1º gennaio 1958) è un ex calciatore italiano, di ruolo attaccante.

## Carriera
Cresciuto nel Grosseto, esordì in Serie B col Catania nel campionato 1979-80, per poi debuttare in A nella stagione successiva con il Catanzaro. Nella società calabrese militò per due stagioni, facendo coppia in attacco con Edy Bivi.
Nella stagione 1982-83 fu acquistato dal Torino allenato da Eugenio Bersellini, dove trovò come compagno d'attacco il neocampione del mondo Franco Selvaggi. In seguito disputa il campionato 1983-84 nelle file dell'Ascoli per poi far ritorno a Catania l'anno successivo.
Dopo alcune stagioni in Sicilia, scese nelle categorie inferiori per giocare con Torres e Grosseto, squadra con cui concluse la carriera.

## Palmarès

### Club
- Campionato italiano Serie C1: 1

Catania: 1979-1980 (girone B)